# Tela Botanica
Tela Botanica est un réseau collaboratif de botanistes francophones dont 80 % résident en France (plus de 60 800 inscrits en avril 2023).
Il a servi de modèle au réseau d'entomologistes Tela Insecta, qui se développe en partenariat avec Tela Botanica.

## Contexte
Face à l'importance grandissante des enjeux liés à la protection des ressources de la planète et à la nécessité de leur exploitation durable, il devient de première importance pour la botanique de retrouver une place prépondérante au croisement des nombreuses disciplines qui portent sur la connaissance du monde végétal : floristique, systématique, taxinomie, phytosociologie, phytogéographie, chorologie, écologie végétale, ethnobotanique, etc.
C'est dans le but de soutenir ce renouveau de la botanique dans l'espace francophone que le réseau Tela Botanica a vu le jour.

## Historique
Le réseau Tela Botanica a été créé et est géré par une association loi de 1901 : l'Association Tela Botanica. Cette association a déposé ses statuts le 14 décembre 1999 dans le département de l'Hérault.
Ses membres fondateurs comprennent l'initiateur du projet Daniel Mathieu, et trois personnes morales :
- la Société botanique de France,
- la revue La Garance voyageuse[5]
- l'association ACEMAV[6] .

La progression du réseau est rapide : en quatre ans (2000-2003), le réseau double son nombre d’inscrits ; en sept ans (2000-2006), il atteint le dix millième inscrit ;  le 20 000e membre a rejoint l'association le 22 avril 2013 ; en 2014, le réseau comporte environ 24 000 inscrits ; et plus de 47 000 inscrits en 2020, avec 110 pays représentés.
Une étude menée par des chercheurs de l'Université du Québec à Montréal de 2008 à 2010, sous la direction de Serge Proulx, décrit Tela Botanica comme à la fois un réseau social de botanistes francophones ayant des idées à partager, une plateforme Web, un portail et une source d'informations régulièrement mises à jour ; une communauté épistémique engagée dans la production de connaissances collectives. Toujours selon ces auteurs, le réseau présente aussi à la fois les caractéristiques d'une association à but non lucratif et celles d'une organisation innovatrice gérée selon un modèle « quasi-business », capable de participer à des projets locaux comme à des projets de recherche internationaux, et capable de construire et d'organiser un bien commun, en mettant l'accent sur les comportements proactivement sociaux, de collaboration mutuelle, et de production de biens collectifs.
Selon ces mêmes chercheurs, Tela botanica est une sorte de « communauté à double-voie » qui a su associer les traits de deux modèles de production habituellement séparés. Le premier est celui d'une production substantielle, de type professionnel et communautaire, venant de membres fermement actifs et étroitement liés dans la « communauté en ligne » (botanistes confirmés ou encadrés par les pairs). Le second est une production ouverte et basée sur le crowdsourcing, sur des « micro-participations » venant de nombreux membres, souvent anonymes, liés par des « liaisons faibles ».
Cela permet à Tela Botanica d'être une communauté sachante et apprenante ; qui est à la fois une communauté de pratiques (qui développe collectivement les compétences de tous et chacun dans les domaines de la botanique), et une communauté épistémique, constituée d'un réseau de professionnels experts. « Ce qui est ici nouveau est que les experts et les non-experts font partie du même réseau de collaboration ». Ceci conduit à des interactions complexes — en interne — entre botanistes amateurs et professionnels. Et à l'extérieur, cela influe sur la manière dont le site est institutionnellement perçu. Le réseau a dû gérer des tensions avec une partie du réseau scientifique institutionnel, et peu à peu se faire reconnaitre comme acteur crédible du domaine, notamment pour s'inscrire dans des collaborations officielles.
Les sociologues, à travers cet exemple, examinent les moyens et possibilités pour des organisations à but non lucratif d'agir de manière professionnelle, ou pour des communautés fondées sur une collaboration volontaire de participer à des réseaux de recherche organisés de manière professionnelle. Le réseau étant encore jeune, « quelle est la stabilité de cette forme nouvelle d'organisation, tant en termes d'organisation interne, que de reconnaissance externe, d'ampleur de ses projets, qualité de ses travaux, et ses relations et les connexions avec son environnement ? ». « Tela Botanica est un exemple d'innovation organisationnelle qui n'est pas originellement bottom-up, mais qui combine le collectif et l'innovation. Il s'agit d'un hybride entre modèles à but lucratif/but non lucratif qui s'engage dans l'innovation menée par la communauté, mais génère également des résultats professionnels », concluait Serge Proulx en 2010.

## Objectifs
Ses principaux objectifs sont :
- de créer des liens entre les botanistes francophones ;
- de monter des projets collectifs ;
- de collecter des données pour les mettre à disposition des botanistes ;
- de regrouper les initiatives qui concourent au développement de la botanique, y compris de la « botanique numérique »[11].

## Fonctionnement
Le réseau Tela Botanica s'adresse à toutes les personnes, physiques ou morales, intéressées par la connaissance et la protection du monde végétal, dans une éthique de respect de la nature, de l'homme et de son environnement.
Son fonctionnement repose sur deux choix :
- la logique et l'éthique des réseaux collaboratifs pour la mode de participation des adhérents (cf les travaux de Jean-Michel Cornu) ;
- l'utilisation massive des technologies de l'information et de la communication (TIC) comme vecteur d'échange entre les adhérents au travers de son portail Internet de la botanique francophone.

Tous les logiciels et toutes les applications développées dans le cadre du réseau sont sous licence libre CeCILL. Les données et les documents sont pour l'essentiel diffusés sous une licence libre Creative Commons. Une collaboration étroite est établie avec le portail botanique francophone de Wikipédia en français.
Le réseau est animé par une ONG qui assure aussi la gestion financière du projet, avec 11 salariés (en 2019), grâce notamment à 69,4 % de subventions publiques pour 2018. Une part importante du travail provient du bénévolat des membres. Ils peuvent être consultés par le comité de pilotage pour recueillir un avis sur des choix importants.

### Activités d'information
Tela Botanica édite une lettre d'actualités hebdomadaire concernant la botanique diffusée gratuitement, exclusivement par Internet. Cette lettre comme le site internet sont en libre accès et dépourvu de toute publicité.
Un MOOC (en français : cours en ligne ouvert et massif, CLOM) botanique a été ouvert le 5 septembre 2016 en vue d'une initiation à la connaissance des plantes, renouvelé en 2018 sur la plate-forme dédiée.
En mars 2020, en raison du confinement dû à l'épidémie du coronavirus, une réouverture exceptionnelle du MOOC Botanica est programmée. De même qu'en 2021.

## Projets du réseau
Différents projets menés par le réseau peuvent être mentionnés :
- l'index bibliographique des publications botaniques francophones : recueil de plus de 26 000 références consultables en ligne ;
- l'index synonymique de la flore de France : index consultable et téléchargeable de plus 86 000 noms de plantes de France métropolitaine (index initié par Michel Kerguélen et poursuivi par Benoît Bock dans le cadre du réseau Tela Botanica) ;
- l'index des noms vernaculaires des plantes dans 7 langues européennes (français, espagnol, catalan, italien, allemand, néerlandais et anglais) ;
- la collecte et la saisie des tableaux de relevés phytosociologiques des associations végétale de France métropolitaine et des régions limitrophes ;
- la liste des plantes dans chaque département de France ;
- l'inventaire des herbiers de France, en partenariat avec l'Université Montpellier 2 et le Muséum national d'histoire naturelle ;
- la synthèse des discussions concernant la botanique sur les forums du réseau Tela Botanica ;
- la participation au projet API (African Plants Initiative) de numérisation des planches d'herbiers (types) de la flore africaine financé par la fondation américaine A. Mellon, en partenariat avec l'Université Montpellier 2 et le Muséum national d'histoire naturelle ;
- le projet Pl@ntNet de plate-forme informatique destiné à la compilation et au partage d’outils et de connaissances en botanique[15],[16],[17].

Un espace est consacré à la présentation de l'ensemble des projets et des forums de discussion du réseau, permettant à tous les membres de participer aux différents ateliers.